# Anna Caspari
Ne doit pas être confondu avec Anna Caspari Agerholt.
Anna Caspari, née le 16 mai 1900 à Wrocław (Empire allemand) et morte le 25 novembre 1941 à Kaunas (Lituanie), est une marchande d'art juive allemande.

## Biographie

### Jeunesse et création de la galerie d'art
Anna Caspari est la fille d'Hugo Naphtali et d'Olga Naphtali (née Bielski). Elle étudie l'histoire de l'art à Munich et épouse le marchand d'art Georg Caspari deux ans après son arrivée à Munich.
Le 20 juin 1913, Georg Caspari ouvre une galerie d'art au Palais Eichthal sur la Brienner Straße. Il vend des tableaux de maîtres anciens et d'art moderne, des antiquités et des dessins.
Les œuvres comprennent celles de maîtres anciens de Hans Rottenhammer et Maulbertsch, des œuvres du XIXe siècle de Feuerbach, Böcklin, Leibl et Thoma ainsi que celles des plus modernes de Max Liebermann, Wilhelm Trübner, Max Slevogt, Edouard Manet, Pierre-Auguste Renoir et Vincent van Gogh. Les artistes du catalogue vont des artistes locaux comme Maria Caspar-Filser et Oskar Coester (de) aux stars internationales comme Paul Klee, Kokoschka, Lehmbruck et Pablo Picasso. Le soir, des lectures publiques des textes de Frank Wedekind, Heinrich Mann, Thomas Mann, Franz Werfel se tiennent à la galerie. 
En 1930, Georg Caspari est tué dans un accident de voiture. Devenue veuve, Anna Caspari doit s'occuper seule des enfants qui sont Ernst (né en 1926) et Paul (né en 1922). En 1935, la galerie est déplacée rue Ottostraße. Sous sa direction, la galerie reste ouverte malgré des conditions économiques difficiles et la repression mais finit par fermer en 1939. Elle sert également d’intermédiaire et d’évaluateur aux marchands d'art au service du troisième Reich.

### Spoliation des œuvres par la Gestapo
Le 19 janvier 1939, la Gestapo se rend chez Anna Caspari pour « s'emparer des biens culturels » sous prétexte de les protéger. Sa résidence à l'hôtel Continental et l'entrepôt d'art sur Briennerstraße sont saccagés et les nazis pillent 22 peintures, 140 livres et de nombreuses gravures et dessins. L'art spolié est ensuite donné au Musée national de Bavière, à la Bibliothèque d'État et à la Collection graphique d'État,.
Avant d'être déportée par les nazis et assassinée, Anna Caspari réussit à mettre ses fils en sécurité à Londres. À partir de 1938, elle tente désespérément de rejoindre ses deux fils, mais ses demandes d'autorisation pour émigrer sont à plusieurs reprises rejetées par les autorités Allemandes.

### Déportation
Le 20 novembre 1941, Anna Caspari est déportée vers la Lituanie occupée lors des premiers épisodes de déportation massive de citoyens juifs de Munich. Elle est assassinée le 25 novembre à Kaunas. Sa mère, Olga Naphtali, est déportée au ghetto de Theresienstadt.

## Demandes de restitution
De nombreux clients de la Galerie Caspari étaient juifs et, comme tous les juifs d'Allemagne, ils furent persécutés, leurs biens aryanisés et pillés pendant le troisième Reich. En conséquence, en plus des demandes déposées par la famille Caspari, les clients des Caspari ont déposé des demandes de restitution pour des œuvres d'art pillées ou vendues sous la contrainte durant cette période,. L'un des cas les plus célèbres concerne la collection de Max Emden (en). 